# Zgornja Dobrava, Radovljica
Zgornja Dobrava este o localitate din comuna Radovljica, Slovenia, cu o populație de 128 de locuitori.